# Anno 1701
Anno 1701, trên thị trường còn gọi là 1701 A.D., là một game chiến lược thời gian thực và xây dựng thành phố, một phần của dòng game Anno. Game do hãng Related Designs phát triển và Sunflowers Interactive Entertainment Software phát hành vào năm 2006. Nội dung xoay quanh việc xây dựng và duy trì một thuộc địa thế kỷ 18 ở "Tân thế giới".
Đây là phần tiếp theo của Anno 1602 và Anno 1503 và tiếp theo là Anno 1404, được biết đến ở Mỹ với tên Dawn of Discovery, Anno 2070, Anno 2205 và Anno 1800.

## Lối chơi
Anno 1701, giống như sáu bản Anno khác, là một trò chơi chủ yếu dựa trên nền kinh tế của khu định cư do người chơi tạo ra. Người chơi càng có nhiều kỹ năng trong việc duy trì một nền kinh tế cân bằng thì khu định cư của họ sẽ càng thành công. Cũng như các bản Anno khác, người chơi bắt đầu như một quốc gia không tên, phải tiến hành thuộc địa hóa và bành trướng trong thế giới game. Trong khi người chơi đem quân mở mang bờ cõi, các đối thủ khác do máy tính điều khiển đang bành trướng và tăng cường binh lực của họ. Khi người chơi phát triển dần dần thì được quyền tiếp cận các hoạt động cư trú và quân đội cho phép họ xâm chiếm và cuối cùng đánh bại những người chơi khác.
Trò chơi được chia thành năm giai đoạn xã hội: Pioneer (Tiên phong), Settler (Định cư), Citizen (Công dân), Merchant (Thương nhân) và Aristocrat (Quý tộc). Khởi đầu game, tất cả công dân của người chơi đều là những nhà thám hiểm tiên phong. Họ trả ít tiền thuế, và chỉ yêu cầu thực phẩm và một trung tâm thị trấn. Khi đế chế của người chơi phát triển, dân số cũng vậy. Họ bắt đầu nâng cấp (miễn là họ có đủ hàng hóa), trả thêm thuế, nhưng cũng yêu cầu nhiều hàng hóa hơn, như sản phẩm thuốc lá, nước hoa, dầu đèn, và nhiều hơn nữa. Điều quan trọng đối với người chơi là phát triển nhanh chóng, vì không thu được nhiều lợi nhuận cho đến khi đạt đến giai đoạn thương nhân.
Người chơi có thể giao dịch với các đối thủ khác định cư nhân danh Nữ hoàng hoặc với các nền văn hóa nước ngoài. Tất cả các nền văn hóa nước ngoài đều ở trên các đảo nhỏ hoặc vừa và không thể rời khỏi đảo của họ. Anno 1701 gần như hoàn toàn tập trung vào thương mại và kinh tế, chỉ chừa chút ít cho phần chiến thuật chiến tranh. Chiến đấu đã được đơn giản hóa ở một số khía cạnh so với phiên bản Anno trước đó (Anno 1503), điều này khiến game ít rắc rối hơn và ít khó khăn hơn cho người chơi mới.

## Phát triển
Anno 1701 là tựa game đắt nhất của Đức từng được sản xuất tại thời điểm phát hành, với ngân sách lên tới 10 triệu euro.

## Đón nhận
Anno 1701 đã nhận được "đánh giá chung có lợi" theo trang web tổng hợp kết quả đánh giá Metacritic.

### Doanh số
Vì Anno 1602 và Anno 1503 đã trở thành cú hit thương mại, cùng với tổng số 4,5 triệu bản được bán trên toàn thế giới, ước tính doanh số trước khi phát hành cho Anno 1701 khá cao. Các nhà bán lẻ đã mua 450.000 bản ở Đức để chuẩn bị cho sự ra mắt của trò chơi; đơn đặt hàng trước trên toàn thế giới từ các cửa hàng đạt khoảng 1 triệu bản. Theo tờ Der Spiegel, tựa game này và những phiên bản tiền nhiệm của nó đều nhắm đến những người chơi bình thường chính thống "mua một trò chơi mỗi năm một lần và dành hàng tuần với nó", một mục tiêu được phản ánh trong quảng cáo truyền hình trước khi phát hành của tựa game mới. Nhà phát hành Sunflowers Interactive ghi nhận tỷ lệ người chơi nữ cao trong số lượng người hâm mộ của dòng game Anno, và họ là đối tượng nhân khẩu học của Anno 1701.
Vào lúc phát hành, Anno 1701 đã phá vỡ kỷ lục doanh số để trở thành tựa game máy tính Đức bán chạy nhất từ trước đến nay, với hơn 200.000 bản được bán tại các quốc gia nói tiếng Đức trong hai tuần đầu ra mắt. Đáp lại, Sunflowers dự báo doanh số 500.000 bản vào cuối năm 2006. Cuối cùng, nó đã kết thúc năm với doanh số 320.000 bản chỉ riêng tại thị trường Đức, với doanh thu 12,7 triệu euro. Điều này xếp game đứng thứ hai trong năm 2006, đứng sau World of Warcraft với 345.000 bản.

## The Sunken Dragon
Ngày 23 tháng 3 năm 2007, Sunflowers đã công bố bản add-on có tên gọi Anno 1701: The Sunken Dragon. It Nó bao gồm các tính năng mới, nhiệm vụ mới và công cụ tạo màn. Bản add-on này có giao diện theo kiểu châu Á, cũng như chiến dịch với 11 nhiệm vụ tập trung vào những nhân vật người chơi mới.